# Sandra Marchena
Sandra Marchena, all'anagrafe Sandra Marchena Rejas (Sabadell, 28 dicembre 1974), è un'attrice e regista spagnola, nota per aver interpretato il ruolo di Rosina Rubio nella soap Una vita (Acacias 38).

## Biografia
Sandra Marchena è nata il 28 dicembre 1974 a Sabadell, in provincia di Barcellona (Spagna), e oltre ad essere un'attrice è anche una regista.

## Carriera
Sandra Marchena ha iniziato la sua carriera come monologhista e comica, i cui pezzi oltre ad essere recitati erano anche scritti da lei. Nel 2005 ha fatto la sua prima apparizione come attrice nella serie Motivos personales. Nel 2007 ha recitato nella serie Círculo rojo. Nello stesso anno ha recitato nel film Un millón de amigos diretto da Fernando Merinero. Sempre nel 2007 ha ricoperto il ruolo di Filomena nella soap opera in onda su Antena 3 Amare per sempre (Amar en tiempos revueltos).
Dal 2008 al 2011 ha interpretato il ruolo di Mema nella serie La señora. Nel 2010 ha recitato nei film El viaje de Penélope (nel ruolo di Eurímaco) e in Haz de tu vida una obra de arte, entrambi film diretti da Fernando Merinero. Nello stesso anno ha recitato nella serie Hospital Central (nel ruolo di Encarna) e nel cortometraggio Único Sentido diretto da Jorge Gonzalo. Nel 2011 ha partecipato al programma televisivo El club de la comedia. Nel 2013 ha diretto il cortometraggio The Detective in Love.
Dal 2015 al 2021 è stata scelta da TVE per interpretare il ruolo di Rosina Rubio nella soap opera in onda su La 1 Una vita (Acacias 38) e dove ha recitato insieme ad attori come Mariano Llorente, Jorge Pobes, Alba Brunet, Carlos Serrano-Clark, Marita Zafra e Amparo Fernández. Nel 2021 ha diretto l'opera teatrale Sincronía (una comedia Amarga), presso la sala Plot Point.

## Filmografia

### Attrice

#### Cinema
- Un millón de amigos, regia di Fernando Merinero (2007)
- El viaje de Penélope, regia di Fernando Merinero (2010)
- Haz de tu vida una obra de arte, regia di Fernando Merinero (2010)

#### Televisione
- Motivos personales – serie TV (2005)
- Círculo rojo – serie TV (2007)
- Amare per sempre (Amar en tiempos revueltos) – soap opera (2007)
- La señora – serie TV (2008-2011)
- Hospital Central – serie TV (2010)
- Aquí Paz y después Gloria – serie TV (2015)
- Una vita (Acacias 38) – soap opera, 1483 episodi (2015-2021)

#### Cortometraggi
- Único Sentido, regia di Jorge Gonzalo (2010)

### Regista

#### Cortometraggi
- The Detective in Love, regia di Sandra Marchena (2013)

## Teatro
- Sincronía (una comedia Amarga), diretto da Sandra Marchena, presso la sala Plot Point (2021)

## Programmi televisivi
- El club de la comedia (2011)

## Doppiatrici italiane
Nelle versioni in italiano dei suoi film e delle sue serie TV, Sandra Marchena è stata doppiata da:
- Maddalena Vadacca[14] in Una vita[15]